# MISIA REMIX 2000 LITTLE TOKYO
『MISIA REMIX 2000 LITTLE TOKYO』（ミーシャ リミックス 2000 リトル トウキョウ）は、日本の歌手MISIAの3枚目のリミックスアルバムである。2000年4月19日発売。発売元はBMG JAPAN。

## 概要
- エンハンスド仕様CD（DISC 2）との2枚組。
- エンハンスドCDを見るためには、QuickTimeのインストールが必要。
- 初回限定仕様は特殊パッケージ・布製スペシャル・ハードカバー仕様。

## 収録曲

### DISC 1
1. SWEETNESS (SATOSHI TOMIIE SWEETER 12" MIX) (10:37)
作詞：MISIA、作曲：島野聡、リミックス：SATOSHI TOMIIE
NTTコミュニケーションズ「OCN」CMソング
2. HOLDING MY HEART...(つつみ込むように…) (DODGE SOUL INSIDE MIX) (5:58)
作詞・作曲：島野聡、リミックス：DODGE
3. MELODY (MASTERS AT WORK REMIX) (8:32)
作詞：MISIA、作曲：松井寛、リミックス：THE MASTERS AT WORK
4. BELIEVE (DJ WATARAI REMIX) (5:49)
作詞：MISIA、作曲：佐々木潤、リミックス：DJ WATARAI
5. A PLACE IN THE SUN (陽のあたる場所) (SHOMARI REMIX) (5:30)
作詞：MISIA/佐々木潤、作曲：佐々木潤、リミックス：SHOMARI
6. LOVING SEASON (恋する季節) (MARTIN LASCELLES REMIX) (5:56)
作詞：園田利隆/黒須チヒロ、作曲：島野聡、リミックス：マーティン・ラッセルズ
「デビアス」CMソング
7. CRY (GOMI REMIX) (11:09)
作詞：MISIA、作曲：島野聡、リミックス：GOMI
8. UNFORGETTABLE DAYS (忘れない日々) (HEX HECTOR'S CLUB MIX) (9:29)
作詞：MISIA、作曲：松本俊明、リミックス：ヘックス・ヘクター

### DISC 2
1. SWEET PAIN (FRANCOIS K.REMIX) (9:58)
作詞：MISIA、作曲：筒美京平、リミックス：フランソワ・ケヴォーキアン
2. THE GLORY DAY (MALAWI ROCKS REMIX) (11:54)
作詞：MISIA/MASH、作曲：鷺巣詩郎、リミックス：MALAWI ROCKS
3. NEVER GONNA CRY! (JUNIOR VASQUEZ REMIX) (11:07)
作詞：村上義之/Tati、作曲：松井寛、リミックス：ジュニア・ヴァスケス

- ENHANCED CD

1. UNFORGETTABLE DAYS LIVE EDIT